# Antonio Marotta (musicista)
Antonio Marotta (Nola, 18 agosto 1981) è un musicista, cantante e compositore italiano.

## Attività
Allievo di Roberto De Simone vi ha poi successivamente collaborato per diversi anni (dal 2006 al 2011) in qualità di cantante/attore. 
Nel 2011 debutta con l'album Canti a dispetto nel quale vengono raccolti e rielaborati i brani della tradizione musicale campana.
Segue "Catene" nel 2013, album sulla scia del precedente, in cui il raggio di ricerca sonora è orientato al corpus dei canti popolari di tutto il Sud Italia.

## Discografia parziale
- Canti a dispetto 2011 Radici Music
- Catene 2013 Radici Music